# سوني فيليبس
سوني فيليبس (بالإنجليزية: Sonny Phillips)‏ هو عازف جاز أمريكي، ولد في 7 ديسمبر 1936 في موبيل في الولايات المتحدة.

## وصلات خارجية
- سوني فيليبس على موقع ميوزك برينز (الإنجليزية)
- سوني فيليبس على موقع أول ميوزيك (الإنجليزية)
- سوني فيليبس على موقع ديسكوغز (الإنجليزية)